# 鳥居忠吉
鳥居忠吉（?—1572年5月7日），日本戰國時代的武將。三河松平氏（德川氏）家臣。三河碧海郡渡城城主。父親是鳥居忠明。

## 生平
生年不詳。仕於三河的戰國大名松平清康。因為不能確認忠吉以前的當主是否仕於松平氏，因此被推測是在清康於岡崎城爭霸時出仕的「岡崎譜代」家臣。松平宗家在清康死後，弱化到不能對抗分家櫻井松平家當主松平信定，並投向駿河國名門今川氏之下，以保持命脈。天文16年（1547年），長男忠宗在渡之戰中戰死。天文18年（1549年），主君廣忠（清康的兒子）被暗殺，新的幼主竹千代（後來的德川家康）被送到駿府生活，於是岡崎城被置於今川氏的管理之下。
此時，岡崎由今川氏派遣的城代管治，與忠吉和阿部定吉等人一同執行實務。不過收穫等物資，許多都要送予今川氏，松平黨連日常生活都非常窮困，不過即使是收穫甚微，為了將來家康返回而作準備，著力於儉約蓄財而廣為人知。這種即使在貧苦環境下忍耐，以及於合戰中不惜性命而戰的忠誠心，在後世被稱為「三河武士」，名聲得到提高，而且這種風氣就是在當時由忠吉植下。
永祿3年（1560年），家康在桶狹間之戰中從軍，於今川義元戰死後，從大樹寺進入岡崎城，在看見從以前儲下的財物後，家康對忠吉表示感謝並說「在困苦中，還能儲蓄」（苦しい中、よくこれだけの蓄えを）。此後以高齢為理由，留守在岡崎城。作為忠義的老臣，連朝廷亦有所知，永祿11年（1569年）11月，後奈良天皇第13回忌時，在家康對朝廷獻金並受正親町天皇讚賞之際，山科言繼特別將此事向鳥居伊賀入道（忠吉）送出書狀（『言繼卿記』）。
在元龜3年（1572年）死去。墓所在次男本翁意伯擔任住職的不退院（現今愛知縣西尾市）。家督由三男元忠繼承。

## 人物
- 被描繪成家康的忠臣，在苦難時期儲蓄異常多的財富，被推測是因為忠吉本人自身拿出來的錢財。在『永祿一揆由來』中記載是「分吋適宜的商人」（分際宜き買人）；在『三州一向宗亂記』中記載是「進行農商業的富人」（農商を業とする富裕の者）；可知鳥居家應該有一定的經濟力。鳥居家居於三河碧海郡，因為該地是矢作川水運繁榮的水陸交通要衝，所以被認為是以船和馬等作經濟活動而積蓄財富。

## 登場作品
電視劇
- 『徳川家康』（NHK，1983年，演員：宮口精二）
- 『德川家康 (1988年電視劇)（日语：徳川家康 (1988年のテレビドラマ)）』（TBS，1988年，演員：藤岡琢也）
- 『信長KING OF ZIPANGU』（NHK，1992年，演員：瀧田裕介）
- 『德川之女（日语：徳川の女）』（東京電視台，1997年，演員：山本清）
- 『怎麼辦家康』（NHK，2023年，演員：尾形一成）

## 外部連結
- 武家家伝＿鳥居氏 （页面存档备份，存于）